# Dol Dauber
Adolf Dauber (connu aussi sous les noms de Dol, Doli ou Dolfi Dauber), né à Vyjnytsia (Bucovine, Autriche-Hongrie) le 27 juillet 1894 et mort à Prague (Tchécoslovaquie) le 15 septembre 1950, est un violoniste de jazz, chef d'orchestre, compositeur et arrangeur de musique.
D'origine juive, il est actif dans la première moitié du XXe siècle en Europe centrale, principalement en Autriche, en Tchécoslovaquie et en Allemagne. Durant sa carrière, il a collaboré avec des personnalités internationales de jazz, a conduit de nombreux orchestres et ensembles et a écrit la musique de plusieurs films.